# Договор у Грацу
Договор у Грацу био је договор о подели Босне и Херцеговине између Републике Српске коју је представљао Радован Караџић, и Херцег-Босне коју је представљао Мате Бобан, потписан 6. маја 1992. у аустријском граду Грацу. Представници Муслимана, нису били позвани на састанак. Вести о договору у Грацу објавили су медији у средишњим информативним емисијама.
Фрањо Туђман, у писму америчком сенатору Роберту Долу, представља овај договор као део конференције о Босни и Херцеговину којег спонзорише Европска заједница.

## Подела
Мате Бобан и Радован Караџић састали су се у Грацу 5. маја 1992. Бобан и Караджић водили су детаљну расправу око разграничења хрватског и српског подручја у БиХ. СДС је границу Србије видио на реци Неретви, што би Мостар раздвојило на два дела. На крају је Караџић пристао на Бобанов предлог да главна мостарска улица - Улица маршала Тита, буде граница између Републике Српске и Херцег-Босне. Исто тако је прихваћено да већински хрватски градови у Херцег-Босни остану у њој, док би се већински српски градови у Херцег-Босни, као Купрес (51% Срба) и мешани хрватско-муслимански градови у средњој Босни припојили Републици Српској. Једино је остало нерешено питање Посавине и Брчког. На крају су се Бобан и Караџић договорили да ће прихватити међународну арбитражу око подручја у Купресу и седам других градова у Посавини. Између Републике Српске и Херцег-Босне била би минорна муслиманска држава.

## Оцене
Милош Васић, војни аналитичар штампе Време саопштио је да је договор у Грацу „најважнији документ рата“ с циљем да ограничи суком између хрватских и српских снага дозвољавајући им да се сконцентришу на узимање муслиманског територија. Босански Хрвати овај су састанак видели као издају муслиманског савезника. Суд у Хагу овај састанак сматра наставком договора из Карађорђева. Вашингтон Пост упоредио је овај документ с споразумом Рибентроп-Молотов о подели Пољске.